# Arktische Braunerde
Arktische Braunerde ist der typische Boden der Tundra in der (sub)polaren Klimazone der Erde.
Sie ist tiefgründig, durchlässig und schwach verbraunt, meistens von geringer Mächtigkeit aber mit geschlossener Humusdecke. Arktische Braunerde entwickelt sich auf Kuppen, Rücken und Wällen aus Kiesen und Sanden. Ihr Unterboden ist basenreich, der Oberboden kann durch Auswaschung leicht löslicher Stoffe jedoch verarmt sein.